# ذراع الرازي (ذي السفال)

تعديل مصدري - تعديل

ذراع الرازي محلة تابعة لقرية بيت مهدي، التابعة لعزلة الحبلة بمديرية ذي السفال إحدى مديريات محافظة إب في الجمهورية اليمنية، بلغ تعداد سكانها 148 حسب تعداد اليمن لعام 2004.